# Rudakou
Rudakou (biał. Рудакоў; ros. Рудаков, Rudakow) – wieś na Białorusi, w obwodzie homelskim, w rejonie chojnickim, w sielsowiecie Straliczawa.

## Zabytki
- Pałacyk wzniesiony, w stylu neogotyckim, w pierwszej połowie XIX w. składał się z parterowego budynku mieszkalnego krytego dachem czterospadowym i dwupiętrowej wieży po prawej stronie. Później oficyna.
- Pałac wybudowany w stylu neobarokowym w 1910 r. Cześć centralna z ryzalitem zwieńczonym trójkątnym szczytem – tympanonem była parterowa, natomiast skrzydła, szerokie na dwa okna, wysunięte do przodu piętrowe[3]. Pałac kryty dachem mansardowym z lukarnaami. Własność Wańkowiczów.

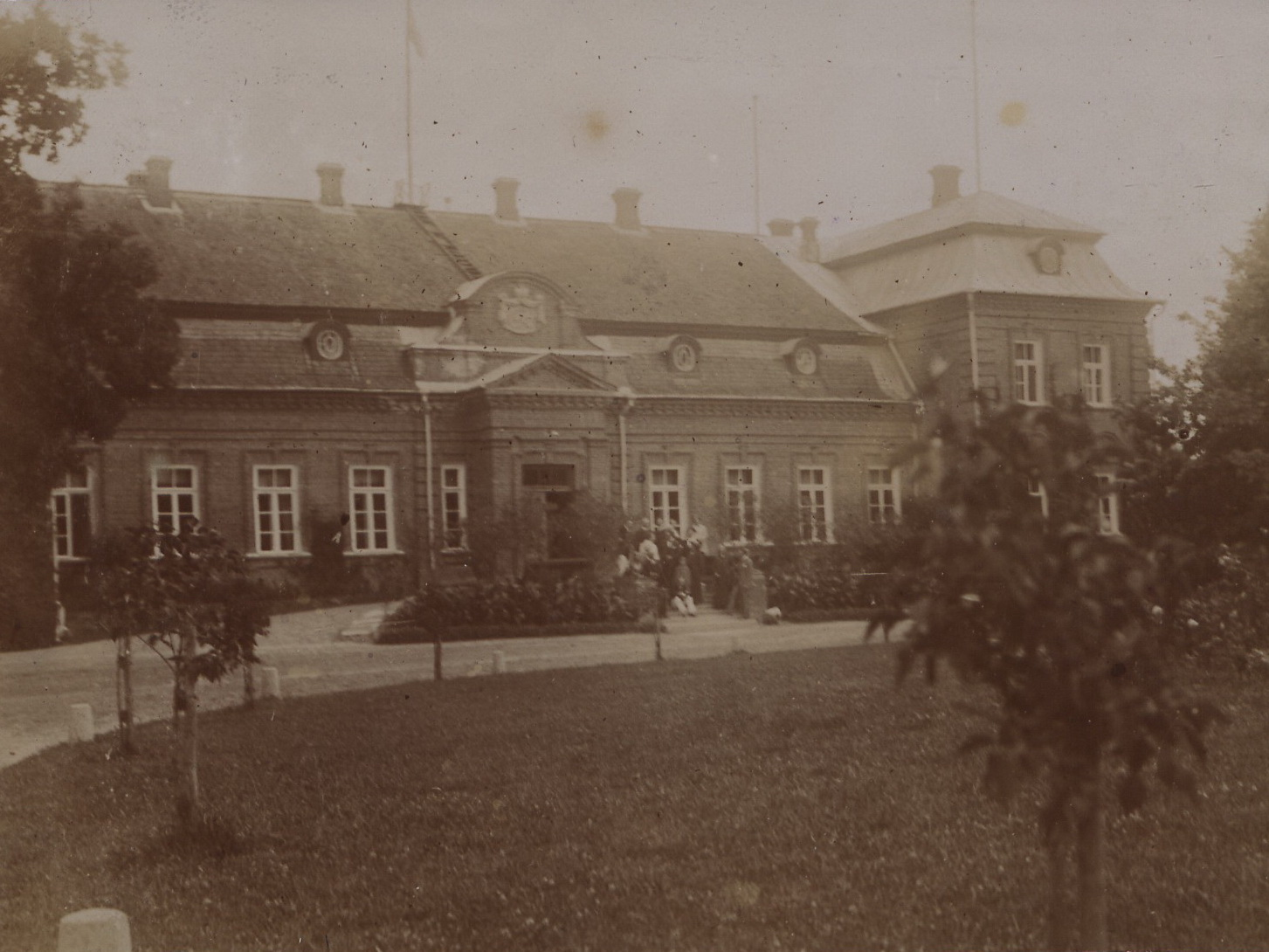
Pałac z 1910 r.